# جبل عامل
جبل عامل منطقه‌ای در جنوب لبنان است. این منطقه به عنوان منطقهٔ شیعه‌نشین شام در گذشته از اهمیت بسیاری برخوردار بوده‌است.

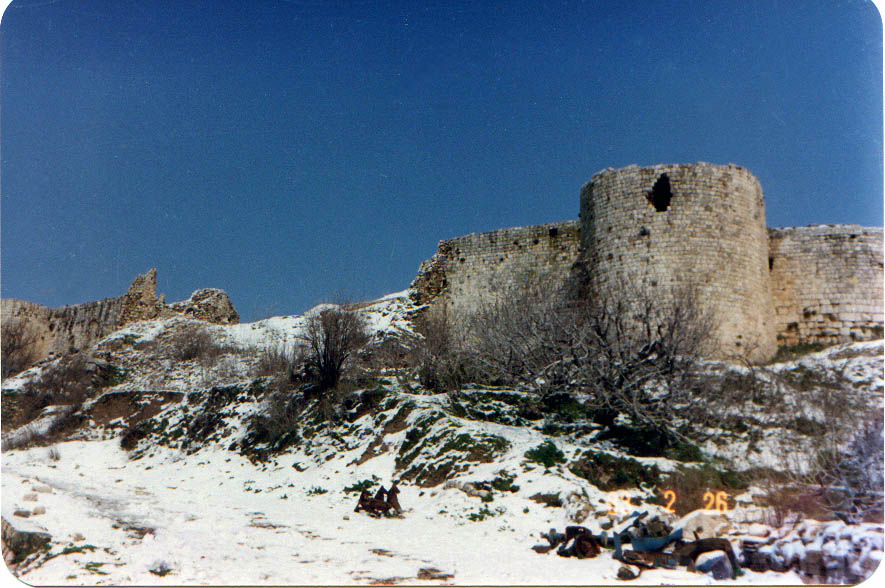
قلعه تبنین

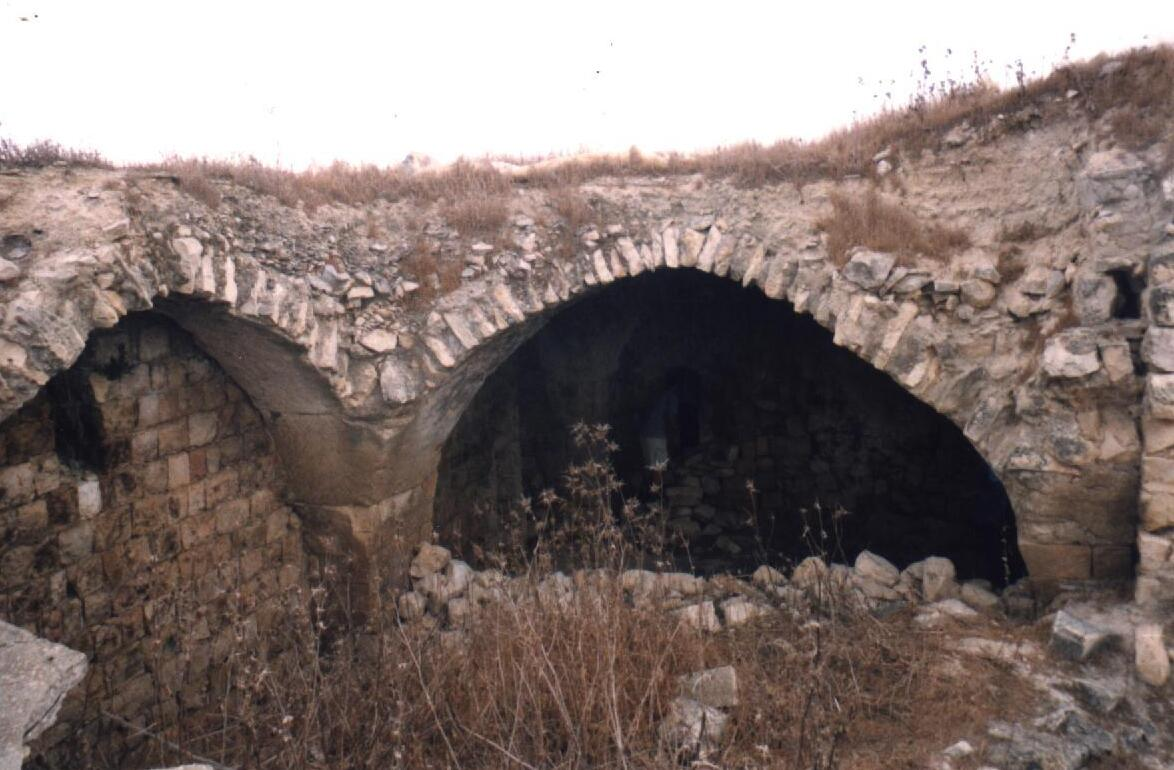
قلعة میس بین

## جغرافیا

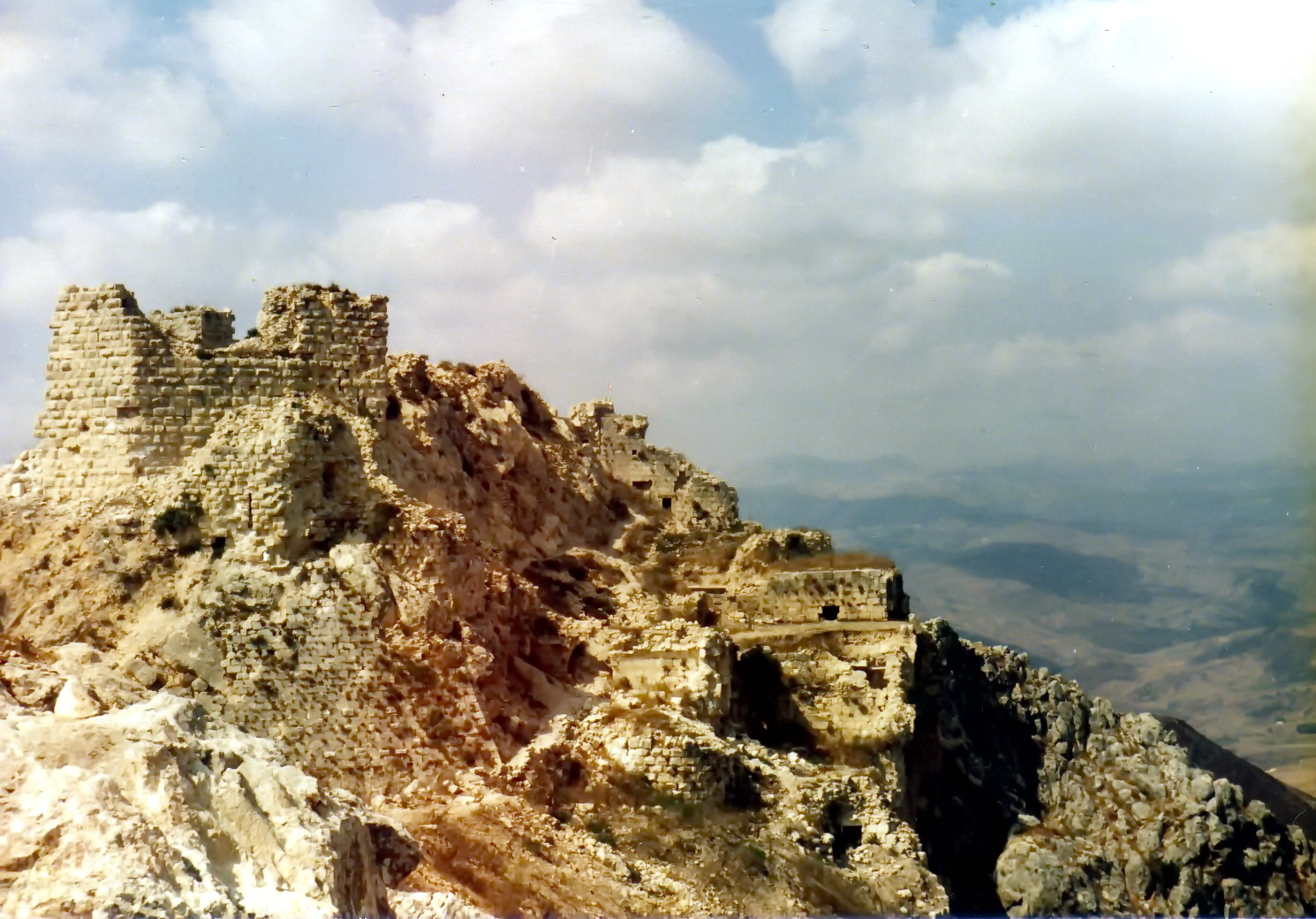
قلعه الشقیف سال ۱۹۸۲

جبل عامل شامل مناطق ساحلی و کوهستانیِ جنوب لبنان است. حدود جبل عامل دقیقاً مشخص نیست. این منطقه تقریباً از شمال به رود اَوَّلی (نام قدیم آن: فرادیس) در شمال صیدا، از جنوب به رود قَرْن (نام قدیم آن: ابوفَطْرَس یا نهرفطرس) در شمال شهر نَهاریّه (در فلسطین)، از شرق تا دریاچه حوله (مشهور به اردن کوچک) و رود حاصبیا، و از غرب به دریای مدیترانه محدود می‌شود.

## مشاهیر
- محقق کرکی[۱]
- حسن حانینی
- شیخ بهایی
- شهید اول
- شهید ثانی
- صاحب مدارک
- حسن کامل صباح
- حسن نصرالله